# Dominik Kaiser
Dominik Kaiser (* 16. září 1988, Mutlangen, Západní Německo) je německý fotbalový záložník, od roku 2012 hráč klubu RB Leipzig. V týmu má funkci kapitána.

## Klubová kariéra
- TSGV Waldstetten (mládež)
- 1. FC Normannia Gmünd (mládež)
- VfL Kirchheim (mládež)
- 1. FC Normannia Gmünd 2007–2009
- TSG 1899 Hoffenheim 2009–2012
- RB Leipzig 2016–[3]